# Persone di cognome Kim
| Questa pagina contiene informazioni ricavate automaticamente dalle voci biografiche con l'ausilio del template Bio e di un bot. L'aggiornamento è periodico e automatico e ricostruisce completamente la pagina. Se manca una persona in questa lista, sei pregato di non aggiungerla, ma accertati piuttosto che la sua voce biografica contenga il template Bio e che i dati anagrafici siano correttamente compilati. Se il template Bio manca, inseriscilo tu stesso o, in alternativa, metti l'avviso {{tmp\|Bio}} che ne segnala la mancanza. Se i dati riportati sono sbagliati, correggi direttamente la voce biografica; le modifiche saranno visibili in questa lista entro pochi giorni. Per chiarimenti vedi il progetto antroponimi. La lista contiene solo le 577 persone che sono citate nell'enciclopedia e per le quali è stato implementato correttamente il template Bio. Pagina aggiornata al 7 ago 2025. |

Questa è una lista di persone presenti nell'enciclopedia che hanno il cognome Kim, suddivise per attività principale.

## Agenti segrete(1)
- Kim Hyon-hui, agente segreta e criminale nordcoreana (Kaesŏng, n. 1962)

## Allenatori di calcio(26)
- Kim Bong-kil, allenatore di calcio e ex calciatore sudcoreano (n. 1966)
- Kim Byung-ji, allenatore di calcio e ex calciatore sudcoreano (Miryang, n. 1970)
- Kim Chi-gon, allenatore di calcio e ex calciatore sudcoreano (Pusan, n. 1983)
- Kim Do-heon, allenatore di calcio e ex calciatore sudcoreano (Dongducheon, n. 1982)
- Kim Do-hoon, allenatore di calcio e ex calciatore sudcoreano (Tongyeong, n. 1970)
- Kim Eun-jung, allenatore di calcio e ex calciatore sudcoreano (Seul, n. 1979)
- Kim Hae-woon, allenatore di calcio e ex calciatore sudcoreano (Incheon, n. 1973)
- Kim Ho, allenatore di calcio e ex calciatore sudcoreano (Tongyeong, n. 1944)
- Kim Ho-kon, allenatore di calcio e ex calciatore sudcoreano (Tongyeong, n. 1951)
- Kim Hyun-soo, allenatore di calcio e ex calciatore sudcoreano (n. 1973)
- Kim Hyung-il, allenatore di calcio e ex calciatore sudcoreano (n. 1984)
- Kim Jong-boo, allenatore di calcio e ex calciatore sudcoreano (Tongyeong, n. 1965)
- Kim Jong-hun, allenatore di calcio e ex calciatore nordcoreano (Pyongyang, n. 1956)
- Kim Jong-song, allenatore di calcio e ex calciatore nordcoreano (Tokyo, n. 1964)
- Kim Jung-nam, allenatore di calcio e ex calciatore sudcoreano (n. 1943)
- Kim Jung-woo, allenatore di calcio e ex calciatore sudcoreano (n. 1982)
- Kim Nam-il, allenatore di calcio e ex calciatore sudcoreano (Incheon, n. 1977)
- Kim Pyung-seok, allenatore di calcio e ex calciatore sudcoreano (n. 1958)
- Kim Sang-ho, allenatore di calcio e ex calciatore sudcoreano (n. 1964)
- Kim Sang-hoon, allenatore di calcio e ex calciatore sudcoreano (n. 1973)
- Kim Sang-sik, allenatore di calcio e ex calciatore sudcoreano (Haenam, n. 1976)
- Kim Seng-yong, allenatore di calcio e ex calciatore giapponese (Tokyo, n. 1987)
- Kim Tae-young, allenatore di calcio e ex calciatore sudcoreano (Goheung, n. 1970)
- Kim Yong-ha, allenatore di calcio nordcoreano
- Kim Yong-jun, allenatore di calcio e ex calciatore nordcoreano (Pyongyang, n. 1983)
- Kim Yong-sik, allenatore di calcio e calciatore sudcoreano (Sinch'ŏn, n. 1910 - Seul, † 1985)

## Allenatori di pallacanestro(1)
- Kim Jae-ung, allenatore di pallacanestro sudcoreano († 2013)

## Allenatori di pallavolo(1)
- Kim Ho-chul, allenatore di pallavolo e ex pallavolista sudcoreano (Miryang, n. 1955)

## Anarchici(1)
- Kim Won-bong, anarchico e generale coreano (Miryang, n. 1898 - Corea del Nord, † 1958)

## Arciere(1)
- Kim Nam-soon, arciera sudcoreana (n. 1980)

## Arcieri(3)
- Kim Bub-min, arciere sudcoreano (Daejeon, n. 1991)
- Kim Chung-tae, arciere sudcoreano (n. 1980)
- Kim Woo-jin, arciere sudcoreano (n. 1992)

## Arrampicatrici(1)
- Kim Ja-in, arrampicatrice sudcoreana (Ilsan, n. 1988)

## Artisti marziali misti(1)
- Kim Dong-hyun, artista marziale misto sudcoreano (Suwon, n. 1981)

## Astronauti(1)
- Jonathan Kim, astronauta statunitense (Los Angeles, n. 1984)

## Astronomi(1)
- Seung-lee Kim, astronomo sudcoreano

## Attivisti(1)
- Kim Hyong-Jik, attivista coreano (Mangyongdae, n. 1894 - Jilin, † 1926)

## Attori(24)
- Hyun Bin, attore, modello e cantante sudcoreano (Seul, n. 1982)
- Kim Jae-young, attore e modello sudcoreano (n. 1988)
- Alan Kim, attore statunitense (Chicago, n. 2012)
- André Dae Kim, attore canadese (Edmonton, n. 1996)
- Yeon Woo-jin, attore sudcoreano (Gangneung, n. 1984)
- Kim Bum, attore, modello e cantante sudcoreano (Seul, n. 1989)
- Teo Yoo, attore sudcoreano (Colonia, n. 1981)
- Daniel Dae Kim, attore e produttore televisivo sudcoreano (Busan, n. 1968)
- Kim Dong-wook, attore sudcoreano (n. 1983)
- Kim Ho-chang, attore sudcoreano (n. 1984)
- Kim Hye-seong, attore e modello sudcoreano (n. 1988)
- Kim Woo-bin, attore e modello sudcoreano (Seul, n. 1989)
- Kim Jae-won, attore e modello sudcoreano (Seul, n. 1981)
- Ji Soo, attore sudcoreano (Busan, n. 1993)
- Kim Jin-woo, attore sudcoreano (Seul, n. 1983)
- John Kim, attore australiano (Melbourne, n. 1993)
- Kim Jung-hyun, attore sudcoreano (Pusan, n. 1990)
- Kim Kang-woo, attore sudcoreano (Seul, n. 1978)
- Kim Kap-soo, attore sudcoreano (Seul, n. 1957)
- Kim Ki-bum, attore e cantante sudcoreano (n. 1987)
- Kim Nam-gil, attore sudcoreano (Seul, n. 1980)
- Kim Seon-ho, attore sudcoreano (Seul, n. 1986)
- Kim Soo-hyun, attore, cantante e modello sudcoreano (Seul, n. 1988)
- Kim Tai-chung, attore, artista marziale e imprenditore sudcoreano (Seul, n. 1943 - Seul, † 2011)

## Bobbisti(1)
- Kim Dong-hyun, bobbista sudcoreano (Seul, n. 1987)

## Calciatrici(6)
- Abigail Kim, calciatrice statunitense (Monrovia, n. 1998)
- Kim Do-yeon, calciatrice sudcoreana (n. 1988)
- Kim Hye-ri, calciatrice sudcoreana (n. 1990)
- Kim Jung-mi, calciatrice sudcoreana (n. 1984)
- Kim Min-jeong, calciatrice sudcoreana (n. 1996)
- Kim Yun-mi, calciatrice nordcoreana (Pyongyang, n. 1993)

## Cantanti(49)
- Jennie, cantante, rapper e attrice sudcoreana (Seongnam, n. 1996)
- Yura, cantante e attrice sudcoreana (Ulsan, n. 1992)
- Kim Chae-won, cantante e ballerina sudcoreana (Seul, n. 2000)
- Chungha, cantante e ballerina sudcoreana (Seul, n. 1996)
- Kim Choo-ja, cantante sudcoreana (Chuncheon, n. 1951)
- Dahyun, cantante sudcoreana (Seongnam, n. 1998)
- Kim Da-som, cantante e attrice sudcoreana (Seul, n. 1993)
- Kim Dong-han, cantante e ballerino sudcoreano (Daegu, n. 1998)
- Kim Hee-chul, cantante, conduttore televisivo e attore sudcoreano (Hoengseong, n. 1983)
- Kim Ho-joong, cantante sudcoreano (Ulsan, n. 1991)
- Patti Kim, cantante sudcoreana (Seul, n. 1938)
- Dawn, cantante e rapper sudcoreano (n. 1994)
- Hyolyn, cantante e attrice sudcoreana (Incheon, n. 1990)
- Kim Hyo-yeon, cantante e attrice sudcoreana (Incheon, n. 1989)
- Kim Hyun-joong, cantante e attore sudcoreano (Seul, n. 1986)
- Kim Hyung-jun, cantante e attore sudcoreano (Seul, n. 1987)
- Insooni, cantante sudcoreana (n. 1957)
- Kim Jae-joong, cantante e attore sudcoreano (Gongju, n. 1986)
- Jisoo, cantante e attrice sudcoreana (Gunpo, n. 1995)
- Bona, cantante e attrice sudcoreana (Daegu, n. 1995)
- Jinu, cantante e attore sudcoreano (Contea di Sinan, n. 1991)
- Chen, cantante sudcoreano (Daedeok-gu, n. 1992)
- Kim Jong-hyun, cantante, ballerino e modello sudcoreano (Seul, n. 1990 - Seul, † 2017)
- Kim Jong-kook, cantante sudcoreano (Contea di Hapcheon, n. 1976)
- Yesung, cantante, attore e ballerino sudcoreano (Seul, n. 1984)
- Suho, cantante e attore sudcoreano (Seul, n. 1991)
- Kim Jun-su, cantante, cantautore e attore sudcoreano (Gyeonggi, n. 1986)
- Key, cantante, attore e conduttore televisivo sudcoreano (Daegu, n. 1991)
- Kim Kyu-jong, cantante e attore sudcoreano (Jeonju, n. 1987)
- Jun. K, cantante, cantautore e produttore discografico sudcoreano (Daegu, n. 1988)
- L, cantante e attore sudcoreano (Seul, n. 1992)
- Kim Nam-joo, cantante e attrice sudcoreana (Seul, n. 1995)
- Kim Ryeo-wook, cantante, attore e compositore sudcoreano (Incheon, n. 1987)
- Jin, cantante e paroliere sudcoreano (Anyang, n. 1992)
- Kim Seol-hyun, cantante, ballerina e attrice sudcoreana (Bucheon, n. 1995)
- Sohyang, cantante e scrittrice sudcoreana (Gwangju, n. 1978)
- Kim Sung-jae, cantante, modello e ballerino sudcoreano (Seul, n. 1972 - Seul, † 1995)
- V, cantante sudcoreano (Daegu, n. 1995)
- Kim Tae-yeon, cantante e attrice sudcoreana (Jeonju, n. 1989)
- Kim Wan-sun, cantante sudcoreana (n. 1969)
- Kim Woo-seok, cantante e attore sudcoreano (Daejeon, n. 1996)
- Yeri, cantante e attrice sudcoreana (Seul, n. 1999)
- Kim Yon-ja, cantante sudcoreana (Gwangju, n. 1959)
- Solar, cantante e attrice sudcoreana (Distretto di Gangseo, n. 1991)
- Eugene, cantante e attrice sudcoreana (Seul, n. 1981)
- Kangin, cantante e attore sudcoreano (Seul, n. 1985)
- Kim Yu-bin, cantante, rapper e modella sudcoreana (Gwangju, n. 1988)
- Uee, cantante, ballerina e attrice sudcoreana (Daegu, n. 1990)
- Xiumin, cantante e attore sudcoreano (Guri, n. 1990)

## Cantautori(8)
- K.Will, cantautore sudcoreano (Gwangju, n. 1981)
- Kim Gun-mo, cantautore sudcoreano (Pusan, n. 1968)
- Kim Hyun-sik, cantautore sudcoreano (Seul, n. 1958 - Seul, † 1990)
- Kim Jong-hwan, cantautore sudcoreano (n. 1966)
- Kim Kwang-seok, cantautore sudcoreano (Daegu, n. 1964 - Seul, † 1996)
- Kim Min-ki, cantautore, compositore e drammaturgo sudcoreano (Iksan, n. 1951 - Seul, † 2024)
- Kim Sung-kyu, cantautore, cantante e attore sudcoreano (Jeonju, n. 1989)
- Yugyeom, cantautore e ballerino sudcoreano (Namyangju, n. 1997)

## Cantautrici(2)
- Hyuna, cantautrice e rapper sudcoreana (Seul, n. 1992)
- Kim Se-jeong, cantautrice e attrice sudcoreana (Gimje, n. 1996)

## Cestiste(22)
- Kim Bo-mi, ex cestista sudcoreana (Gwangju, n. 1986)
- Kim Dan-bi, cestista sudcoreana (Incheon, n. 1990)
- Kim Eun-hye, ex cestista sudcoreana (Seul, n. 1982)
- Kim Eun-suk, ex cestista sudcoreana (Seul, n. 1963)
- Kim Gye-ryeong, ex cestista sudcoreana (Seul, n. 1979)
- Kim Gyu-hui, ex cestista sudcoreana (Suwon, n. 1992)
- Kim Han-byeol, cestista statunitense (Scottsdale, n. 1986)
- Kim Hwa-sun, ex cestista sudcoreana (n. 1962)
- Kim Hye-yeon, ex cestista sudcoreana (n. 1960)
- Kim Jeong-eun, cestista sudcoreana (Cheonan, n. 1987)
- Kim Jeong-min, ex cestista sudcoreana (n. 1972)
- Kim Ji-hyeon, ex cestista sudcoreana (Changwon, n. 1985)
- Kim Ji-yun, ex cestista sudcoreana (Kinan, n. 1976)
- Kim Mal-ryeon, ex cestista sudcoreana (n. 1953)
- Kim Se-rong, ex cestista sudcoreana (Incheon, n. 1986)
- Kim Seong-eun, ex cestista sudcoreana (Seul, n. 1976)
- Kim Si-on, cestista sudcoreana (Sangju, n. 1995)
- Kim So-dam, cestista sudcoreana (Seul, n. 1993)
- Kim Su-yeon, ex cestista sudcoreana (Incheon, n. 1986)
- Kim Yeon-ju, ex cestista sudcoreana (Seul, n. 1986)
- Kim Yeong-hui, cestista sudcoreana (n. 1963 - † 2023)
- Kim Yeong-ok, ex cestista sudcoreana (Chuncheon, n. 1974)

## Cestisti(24)
- Kim Byeong-cheol, ex cestista sudcoreano (Seul, n. 1973)
- Kim Chun-bae, ex cestista sudcoreano (n. 1932)
- Kim Dong-gwang, ex cestista e allenatore di pallacanestro sudcoreano (Pusan, n. 1953)
- Kim Hui-seon, ex cestista sudcoreano (Seul, n. 1973)
- Kim Hyeon-jun, cestista e allenatore di pallacanestro sudcoreano (n. 1960 - Seongnam, † 1999)
- Kim Hyeong-il, cestista sudcoreano (n. 1929)
- Kim In-geon, ex cestista e allenatore di pallacanestro sudcoreano (Seul, n. 1944)
- Kim Jeong-sin, cestista e allenatore di pallacanestro sudcoreano (Pyongyang, n. 1919 - Seul, † 2001)
- Kim Jin, ex cestista e allenatore di pallacanestro sudcoreano (n. 1961)
- Kim Jong-gyu, cestista sudcoreano (Seongnam, n. 1991)
- Kim Jong-seon, ex cestista sudcoreano (n. 1939)
- Kim Ju-seong, ex cestista sudcoreano (Pusan, n. 1979)
- Kim Mu-hyeon, ex cestista e allenatore di pallacanestro sudcoreano (Seul, n. 1941)
- Kim Seon-hyeong, cestista sudcoreano (Incheon, n. 1988)
- Kim Seong-cheol, ex cestista sudcoreano (Kyung Kido, n. 1976)
- Kim Seung-gi, ex cestista e allenatore di pallacanestro sudcoreano (Seul, n. 1972)
- Kim Seung-gyu, ex cestista sudcoreano (n. 1943)
- Kim Tae-sul, ex cestista sudcoreano (Pusan, n. 1984)
- Kim Yeong-gi, ex cestista e allenatore di pallacanestro sudcoreano (n. 1936)
- Kim Yeong-il, cestista sudcoreano (Seul, n. 1942 - † 1976)
- Kim Yeong-man, ex cestista e allenatore di pallacanestro sudcoreano (Masan, n. 1972)
- Kim Yeong-su, cestista sudcoreano (n. 1927)
- Kim Yu-taek, ex cestista e allenatore di pallacanestro sudcoreano (Seul, n. 1963)
- Kim Yun-ho, ex cestista sudcoreano (n. 1963)

## Compositori(2)
- Julij Kim, compositore, poeta e cantautore russo (Mosca, n. 1936)
- Kim Won-gyun, compositore nordcoreano (Wŏnsan, n. 1917 - † 2002)

## Costumiste(1)
- Willa Kim, costumista statunitense (Orange County, n. 1917 - Vashon, † 2016)

## Danzatori(3)
- Kai, ballerino, cantante e modello sudcoreano (Suncheon, n. 1994)
- Kimin Kim, danzatore sudcoreano (Seul, n. 1992)
- Philip Kim, ballerino canadese (Toronto, n. 1997)

## Dirigenti sportivi(1)
- Kim Joo-sung, dirigente sportivo, allenatore di calcio e ex calciatore sudcoreano (Seul, n. 1964)

## Disc jockey(1)
- Peggy Gou, disc jockey, produttrice discografica e stilista sudcoreana (Incheon, n. 1991)

## Educatori(1)
- Kim Seong-soo, educatore, giornalista e politico sudcoreano (Gochang, n. 1891 - Seul, † 1955)

## Educatrici(1)
- Helen Kim, educatrice e diplomatica sudcoreana (Incheon, n. 1899 - Seul, † 1970)

## Fisici(1)
- Kim Ung-yong, fisico e ingegnere sudcoreano (Seul, n. 1962)

## Fumettiste(2)
- Jea-eun Kim, fumettista sudcoreana († 2011)
- Seyoung Kim, fumettista sudcoreana (n. 1973)

## Fumettisti(1)
- Kim Hyang-min, fumettista sudcoreano (Jinju, n. 1978)

## Generali(8)
- Kim Il-chol, generale e politico nordcoreano (Pyongyang, n. 1933 - † 2023)
- Kim Jong-gak, generale e politico nordcoreano (Contea di Chungsan, n. 1941)
- Kim Jong-gwan, generale e politico nordcoreano
- Kim Kyok-sik, generale e politico nordcoreano (Hamgyŏng Meridionale, n. 1938 - Pyongyang, † 2015)
- Kim Su-gil, generale e politico nordcoreano (n. 1950)
- Kim Yong-chol, generale e politico nordcoreano (P'yŏngan Settentrionale, n. 1946)
- Kim Yong-chun, generale e politico nordcoreano (Ryanggang, n. 1936 - † 2018)
- Kim Yu-sin, generale coreano (Gyeyang, n. 595 - † 673)

## Ginnaste(1)
- Nelli Kim, ex ginnasta sovietica (Šurob, n. 1957)

## Ginnasti(1)
- Kim Dae-eun, ex ginnasta sudcoreano (Yeonggwang, n. 1984)

## Giocatori di badminton(2)
- Kim Dong-moon, ex giocatore di badminton sudcoreano (Gokseong, n. 1975)
- Kim Moon-soo, ex giocatore di badminton sudcoreano (n. 1963)

## Goiste(4)
- Kim Chae-yeong, goista sudcoreana (n. 1996)
- Kim Da-yeong, giocatrice di go sudcoreana (n. 1998)
- Kim Eun-ji, giocatrice di go sudcoreana (Seul, n. 2007)
- Kim Hye-min, goista sudcoreana (n. 1986)

## Goisti(3)
- Kim Ji-seok, goista sudcoreano (n. 1989)
- Kim Myeong-hun, goista sudcoreano (n. 1997)
- Kim Sujun, goista sudcoreano (n. 1979)

## Golfiste(1)
- Kim Sei-young, golfista sudcoreana (Seul, n. 1994)

## Golfisti(1)
- Tom Kim, golfista sudcoreano (Seoul, n. 2002)

## Illustratori(1)
- Kim Jung-gi, illustratore e fumettista sudcoreano (Goyang, n. 1975 - Parigi, † 2022)

## Imprenditrici(2)
- Kim Keon-hee, imprenditrice sudcoreana (n. 1972)
- Kim Man-deok, imprenditrice coreana (Isola di Jeju, n. 1739 - Isola di Jeju, † 1812)

## Judoka(7)
- Kim Eui-tae, ex judoka sudcoreano (n. 1941)
- Kim Jae-bum, judoka sudcoreano (Gimcheon, n. 1985)
- Kim Jae-yup, ex judoka sudcoreano (n. 1965)
- Kim Mi-jung, ex judoka sudcoreana (n. 1971)
- Kim Min-jong, judoka sudcoreano (n. 2000)
- Kim Won-jin, judoka sudcoreano (Cheorwon, n. 1992)
- Kim Yong-ik, ex judoka nordcoreano (n. 1947)

## Karateka(1)
- Richard Kim, karateka e maestro di karate statunitense (Honolulu, n. 1917 - † 2001)

## Lottatori(10)
- Kim Hyeon-woo, lottatore sudcoreano (Wonju, n. 1988)
- Kim Il, ex lottatore nordcoreano (n. 1971)
- Kim Jong-shin, ex lottatore sudcoreano (n. 1970)
- Kim Min-chul, ex lottatore sudcoreano (n. 1983)
- Kim Min-seok, lottatore sudcoreano (Daejeon, n. 1993)
- Roman Kim, lottatore kirghiso (n. 1997)
- Kim Sung-moon, ex lottatore sudcoreano (n. 1965)
- Kim Tae-woo, ex lottatore sudcoreano (Gimje, n. 1962)
- Kim Weon-kee, lottatore sudcoreano (Hampyeong, n. 1962 - Wonju, † 2017)
- Kim Young-nam, ex lottatore sudcoreano (Hampyeong, n. 1960)

## Maratonete(1)
- Kim Kum-ok, ex maratoneta nordcoreana (Pyongyang, n. 1988)

## Militari(1)
- Kim Jae-gyu, militare e agente segreto sudcoreano (Zensan, n. 1926 - Seul, † 1980)

## Modelle(5)
- Daul Kim, modella sudcoreana (Seul, n. 1989 - Parigi, † 2009)
- Jenny Kim, modella sudcoreana (Seul, n. 1994)
- Kim Joo-ri, modella sudcoreana (Seul, n. 1988)
- Kim Sa-rang, modella e attrice sudcoreana (Seul, n. 1978)
- Kim Yu-mi, modella e attrice sudcoreana (Seul, n. 1990)

## Nuotatori(2)
- Eduard Kim, nuotatore artistico kazako (n. 2005)
- Kim Woo-min, nuotatore sudcoreano (n. 2001)

## Pallavoliste(5)
- Kim Hae-ran, pallavolista sudcoreana (Changwon, n. 1984)
- Kim Hee-jin, pallavolista sudcoreana (Pusan, n. 1991)
- Mi-Na Kim, pallavolista italiana (Parma, n. 1984)
- Kim Sa-nee, pallavolista sudcoreana (Seul, n. 1981)
- Kim Yeon-koung, pallavolista sudcoreana (Seul, n. 1988)

## Pallavolisti(4)
- Kim Gwang-guk, pallavolista sudcoreano (n. 1987)
- Kim Hak-min, pallavolista sudcoreano (Suwon, n. 1983)
- Kim Kyu-min, pallavolista sudcoreano (n. 1990)
- Kim Yo-han, pallavolista sudcoreano (Gwangju, n. 1985)

## Pattinatori di short track(7)
- Kim Byeong-jun, pattinatore di short track sudcoreano (Seul, n. 1988)
- Kim Do-kyoum, pattinatore di short track sudcoreano (Seul, n. 1993)
- Kim Dong-sung, ex pattinatore di short track sudcoreano (Seul, n. 1980)
- Kim Dong-wook, pattinatore di short track sudcoreano (Yeosu-si, n. 1993)
- Kim Gi-hun, ex pattinatore di short track sudcoreano (n. 1967)
- Kim Seoung-il, pattinatore di short track sudcoreano (Daegu, n. 1990)
- Kim Yun-jae, pattinatore di short track sudcoreano (Seul, n. 1990)

## Pattinatori di velocità su ghiaccio(4)
- Kim Cheol-min, pattinatore di velocità su ghiaccio e pattinatore di short track sudcoreano (Seul, n. 1992)
- Kim Min-seok, pattinatore di velocità su ghiaccio sudcoreano (n. 1999)
- Kim Tae-yun, pattinatore di velocità su ghiaccio sudcoreano (Seul, n. 1994)
- Kim Yoon-man, pattinatore di velocità su ghiaccio sudcoreano (n. 1973)

## Pattinatrici artistiche su ghiaccio(3)
- Kim Chae-yeon, pattinatrice artistica su ghiaccio sudcoreana (Seul, n. 2006)
- Kim Ye-lim, pattinatrice artistica su ghiaccio sudcoreana (Gwacheon, n. 2003)
- Kim Yuna, ex pattinatrice artistica su ghiaccio sudcoreana (Gyeonggi, n. 1990)

## Pattinatrici di short track(6)
- Kim A-lang, pattinatrice di short track sudcoreana (Jeonju, n. 1995)
- Kim Geon-hee, pattinatrice di short track sudcoreana (n. 2000)
- Kim Ji-yoo, pattinatrice di short track sudcoreana (Seul, n. 1999)
- Kim So-hui, ex pattinatrice di short track sudcoreana (Daegu, n. 1976)
- Kim Ye-jin, pattinatrice di short track sudcoreana (Seul, n. 1999)
- Kim Yun-mi, ex pattinatrice di short track sudcoreana (Seul, n. 1980)

## Pattinatrici di velocità su ghiaccio(1)
- Kim Bo-reum, pattinatrice di velocità su ghiaccio sudcoreana (Daegu, n. 1993)

## Pentatlete(1)
- Kim Sun-woo, pentatleta sudcoreana (Seul, n. 1996)

## Pentatleti(1)
- Kim In-ho, pentatleta sudcoreano (n. 1970)

## Pittori(1)
- Kim Hong-do, pittore coreano (n. 1745 - † 1806)

## Politiche(5)
- Kim Kyong-hui, politica nordcoreana (Pyongyang, n. 1946)
- Kim Ok, politica nordcoreana (Corea del Nord, n. 1964)
- Kim Song-ae, politica nordcoreana (Kangso, n. 1924 - Kanggye, † 2014)
- Kim Yo-jong, politica nordcoreana (Pyongyang, n. 1987)
- Young Kim, politica statunitense (Incheon, n. 1962)

## Politici(27)
- Andy Kim, politico statunitense (Boston, n. 1982)
- Kim Boo-kyum, politico sudcoreano (Sangju, n. 1958)
- Kim Dae-jung, politico sudcoreano (Haui-do, n. 1924 - Seul, † 2009)
- Kim Gu, politico sudcoreano (Hwanghae Meridionale, n. 1876 - Seul, † 1949)
- Kim Hwang-sik, politico sudcoreano (Jangseong, n. 1948)
- Kim Il, politico nordcoreano (Provincia di Hamgyong, n. 1910 - Bucarest, † 1984)
- Kim Jae-ryong, politico nordcoreano (Chagang, n. 1959)
- Kim Jong-il, politico nordcoreano (Chabarovsk - Pyongyang, † 2011)
- Kim Jong-nam, politico e militare nordcoreano (Pyongyang, n. 1971 - Sepang, † 2017)
- Kim Jong-pil, politico e militare sudcoreano (Buyeo, n. 1926 - Seul, † 2018)
- Kim Jong-un, politico nordcoreano (Pyongyang)
- Kim Kyu-sik, politico e patriota sudcoreano (Busan, n. 1881 - Manp'o, † 1950)
- Kim Min-seok, politico sudcoreano (Seul, n. 1964)
- Kim Phyong-hae, politico nordcoreano (Chŏnch'ŏn, n. 1941)
- Kim Pusik, politico coreano (n. 1075 - † 1151)
- Kim Pyong-il, politico e diplomatico nordcoreano (Pyongyang, n. 1954)
- Kim Pyong-sik, politico nordcoreano (Jeolla Meridionale, n. 1919 - Pyongyang, † 1999)
- Sung Kim, politico e diplomatico sudcoreano (Seul, n. 1960)
- Kim Tok-hun, politico e funzionario nordcoreano (n. 1961)
- Kim Tu-bong, politico nordcoreano (Dongnae, n. 1886 - † 1958)
- Vitalij Kim, politico e imprenditore ucraino (Mykolaïv, n. 1981)
- Kim Yang-gon, politico nordcoreano (n. 1942 - † 2015)
- Kim Yong-hwan, politico nordcoreano
- Kim Yong-il, politico nordcoreano (Hamgyŏng Meridionale, n. 1944)
- Kim Yong-jae, politico e diplomatico nordcoreano (Kangwon, n. 1952)
- Kim Yong-nam, politico nordcoreano (Heijo, n. 1928)
- Kim Young-sam, politico sudcoreano (Geoje-do, n. 1927 - Seul, † 2015)

## Poliziotti(1)
- Kim Jong-yang, poliziotto sudcoreano (Changwon, n. 1961)

## Pugili(7)
- Kim Duk Koo, pugile sudcoreano (Gangwon, n. 1955 - Paradise, † 1982)
- Kim In-kyu, pugile sudcoreano (n. 1993)
- Kim Jung-joo, pugile sudcoreano (Jinju, n. 1981)
- Kim Ki-soo, pugile sudcoreano (Pukch'ŏng, n. 1939 - Seul, † 1997)
- Kim Kwang-sun, ex pugile sudcoreano (Jeollabuk-do, n. 1964)
- Kim Song-guk, pugile nordcoreano (n. 1984)
- Kim U-gil, ex pugile nordcoreano (n. 1949)

## Rapper(4)
- B.I, rapper, cantautore e produttore discografico sudcoreano (Gyeonggi, n. 1996)
- Bobby, rapper, cantante e cantautore sudcoreano (Seul, n. 1995)
- Bassagong, rapper sudcoreano (Bucheon, n. 1986)
- RM, rapper, compositore e paroliere sudcoreano (Seul, n. 1994)

## Registi(3)
- Kim Ji-woon, regista, sceneggiatore e produttore cinematografico sudcoreano (Seul, n. 1964)
- Kim Ki-duk, regista, sceneggiatore e produttore cinematografico sudcoreano (Bonghwa, n. 1960 - Riga, † 2020)
- Kim Ki-young, regista sudcoreano (Seul, n. 1919 - Seul, † 1998)

## Religiosi(1)
- Kim En Joong, religioso e pittore coreano (Contea di Buyeo, n. 1940)

## Rivoluzionari(2)
- Kim Chaek, rivoluzionario, politico e generale nordcoreano (Sŏngjin, n. 1903 - Incheon, † 1951)
- Kim Il-sung, rivoluzionario e politico nordcoreano (Mangyongdae-guyok, n. 1912 - Pyongyang, † 1994)

## Sceneggiatrici(3)
- Kim Eun-hee, sceneggiatrice sudcoreana (n. 1972)
- Kim Eun-sook, sceneggiatrice sudcoreana (Gangneung, n. 1973)
- Kim Young-hyun, sceneggiatrice sudcoreana (n. 1966)

## Schermidori(5)
- Kim Jeong-gwan, ex schermidore sudcoreano (n. 1970)
- Kim Jun-ho, schermidore sudcoreano (n. 1994)
- Kim Jung-hwan, schermidore sudcoreano (Seul, n. 1983)
- Kim Seung-pyo, schermidore sudcoreano (n. 1965)
- Kim Yeong-ho, ex schermidore sudcoreano (n. 1971)

## Schermitrici(2)
- Kim Hye-lim, schermitrice sudcoreana (n. 1985)
- Kim Ji-yeon, schermitrice sudcoreana (Seul, n. 1988)

## Scrittori(3)
- Kim Dong-in, scrittore coreano (Pyongyang, n. 1900 - Seul, † 1951)
- Kim Seungok, scrittore, sceneggiatore e regista cinematografico sudcoreano (Osaka, n. 1941)
- Kim Young-ha, scrittore sudcoreano (Contea di Hwacheon, n. 1968)

## Scrittrici(2)
- Anna Kim, scrittrice austriaca (Daejeon, n. 1977)
- Kim Myeong-sun, scrittrice, poetessa e attivista coreana (Pyongyang, n. 1896 - † 1951)

## Skeletonisti(1)
- Kim Ji-soo, skeletonista sudcoreano (n. 1994)

## Snowboarder(3)
- Bea Kim, snowboarder statunitense (Rancho Palos Verdes, n. 2007)
- Chloe Kim, snowboarder statunitense (Long Beach, n. 2000)
- Kim Sang-kyum, snowboarder sudcoreano (Cheorwon, n. 1989)

## Sollevatori(6)
- Kim Chang-hee, sollevatore sudcoreano (n. 1921 - † 1990)
- Kim Min-jae, ex sollevatore sudcoreano (n. 1983)
- Kim Myong-hyok, sollevatore nordcoreano (n. 1990)
- Kim Myong-nam, ex sollevatore nordcoreano (n. 1969)
- Kim Seong-jip, sollevatore sudcoreano (Seul, n. 1919 - Seul, † 2016)
- Kim Un-guk, sollevatore nordcoreano (Pyongyang, n. 1988)

## Sollevatrici(2)
- Kim Kuk-hyang, sollevatrice nordcoreana (n. 1993)
- Kim Un-ju, sollevatrice nordcoreana (n. 1989)

## Taekwondoka(4)
- Ekaterina Kim, taekwondoka russa (n. 1993)
- Kim So-hui, taekwondoka sudcoreana (Jecheon, n. 1994)
- Kim Tae-hun, taekwondoka sudcoreano (Wonju, n. 1994)
- Kim Yu-jin, taekwondoka sudcoreana (Danyang, n. 2000)

## Tennistavoliste(4)
- Kim Hyang-mi, ex tennistavolista nordcoreana (Pyongyang, n. 1979)
- Kim Kyung-ah, tennistavolista sudcoreana (Daejeon, n. 1977)
- Kim Moo-kyo, ex tennistavolista sudcoreana (Gyeongju, n. 1975)
- Kim Song-i, tennistavolista nordcoreana (n. 1994)

## Tennistavolisti(2)
- Kim Ki-taik, ex tennistavolista sudcoreano (n. 1962)
- Kim Taek-soo, tennistavolista sudcoreano (n. 1970)

## Tenniste(1)
- Grace Kim, ex tennista statunitense (Seul, n. 1968)

## Tennisti(3)
- Alex Kim, ex tennista statunitense (Silver Spring, n. 1978)
- Kim Bong-Soo, ex tennista sudcoreano (Seul, n. 1962)
- Kevin Kim, ex tennista statunitense (Torrance, n. 1978)

## Tiratori a segno(3)
- Kim Jong-hyun, tiratore a segno sudcoreano (Jeonnam, n. 1985)
- Kim Jong-su, tiratore a segno nordcoreano (n. 1977)
- Kim Song-guk, tiratore a segno nordcoreano (n. 1985)

## Tiratrici a segno(1)
- Kim Jang-mi, tiratrice a segno sudcoreana (Incheon, n. 1992)

## Tuffatori(3)
- Kim Chon-man, tuffatore nordcoreano (n. 1987)
- Kim Yeong-nam, tuffatore sudcoreano (n. 1996)
- Kim Yeong-taek, tuffatore sudcoreano (n. 2001)

## Tuffatrici(4)
- Kim Kuk-hyang, tuffatrice nordcoreana (Pyongyang, n. 1999)
- Kim Mi-hwa, tuffatrice nordcoreana (n. 2002)
- Kim Mi-rae, tuffatrice nordcoreana (Pyongyang, n. 2001)
- Kim Un-hyang, tuffatrice nordcoreana (n. 1991)

## Velocisti(1)
- Kim Kuk-young, velocista sudcoreano (Anyang, n. 1991)

## Wrestler(2)
- Gail Kim, ex wrestler canadese (Toronto, n. 1977)
- Kintaro Ohki, wrestler sudcoreano (Goheung, n. 1929 - Seul, † 2006)

## Senza attività specificata(12)
- Kim Bo-hyon, nordcoreano (Mangyongdae-guyok, n. 1871 - Mangyongdae-guyok, † 1955)
- Kim Chŏng-hui, calligrafo coreano (Yesan, n. 1786 - Gwacheon, † 1856)
- Kim Dong-soo, videogiocatore sudcoreano (n. 1981)
- Kim Jin-ho, ex arciera sudcoreana (n. 1961)
- Kim Jo-sun, ex arciera sudcoreana (n. 1975)
- Kim Jong-chul, ex politico nordcoreano (Pyongyang, n. 1981)
- Kim Ju-ae, nordcoreana (Pyongyang, n. 2013)
- Kim Kyong-hun, ex taekwondoka sudcoreano (n. 1975)
- Kim Kyung-wook, ex arciera sudcoreana (n. 1970)
- Kim Soo-nyung, ex arciera sudcoreana (Chungcheong Settentrionale, n. 1971)
- Kim Taek-yong, videogiocatore sudcoreano (Yesan, n. 1989)
- Kim Ung-u, coreano (Mangyongdae-guyok, n. 1848 - Joseon, † 1878)